# Тринајстица (ТВ филм)
„Тринајстица” је југословенски и словеначки ТВ филм из 1988. године. 

## Улоге
| Глумац                 | Улога |
| ---------------------- | ----- |
| Борис Каваца           |       |
| Олга Кацијан           |       |
| Мирјам Корбар          |       |
| Гојмир Лесњак          |       |
| Марија Лојк            |       |
| Лучка Почкај           |       |
| Барбара Лапајне Предин |       |